# Луценко Катерина Ігорівна
Катери́на І́горівна Луце́нко (* 1995) — українська художня гімнастка.

## Життєпис
Народилась 1995 року в місті Дніпропетровськ.
Виступає за збірну України з 2015 року. Бронзова призерка фінального багатоборства Гран-Прі 2017 року — турнір «Holon Senior International».
Брала участь у серії Кубка світу 2017 року в Гвадалахарі, де фінішувала 20-ю у багатоборстві. У Берліні фінішувала 22-ю у багатоборстві. В Мінську фінішувала 15-ю у багатоборстві та кваліфікувалася у фіналі з обручем. Срібна медаль в індивідуальних змаганнях з художньої гімнастики з булавами і бронзова медаль в індивідуальних змаганнях з художньої гімнастики із обручем на XXIX Всесвітній літній Універсіаді.. Посіла 4-те місце в багатоборстві після Ганни Бажко у фіналі. В листопаді 2017-го брала участь у Кубку Далі Куткайте-2017; фінішувала 8-ю у багатоборстві.